# Іваново-Селищенська сільська рада
Іваново-Селищенська сільська рада — колишній орган місцевого самоврядування у Глобинському районі Полтавської області з центром у селі Іванове Селище. Населення сільської ради на 1 січня 2011 року становить 664 особи. Раді підпорядковані 3 населені пункти: с. Іванове Селище, с. Демченки, с. Ковнірівщина.

## Географія
Сільська рада межує з Кринківською, Землянківською, Зубанівською, Петрівською сільськими радами. Івановоселищенська сільська рада розташована в лісостеповій зоні. Ґрунти переважно чорноземні.
Площа сільської ради складає — 6318,0 га:
- сільськогосподарські землі — 5392,96 га
- забудовані землі — 100,26 га
- річки, ставки, озера, канали — 85,7 га
- ліси та інші лісовкриті площі — 362,69 га
- інші землі — 376,39 га

Територію ради пересікає автотраса Кременчук–Полтава, магістраль нафтопроводу «Мічурінськ-Кременчук» та «Глинськ-Кременчук».

## Історія
Івановоселищенська сільська рада створена 7 березня 1923 року.

## Населення
На території Іваново-Селищенської сільської ради розташовано 3 населені пункти з населенням на 1 січня 2011 року 664 особи:
| № | Назва села        | 2001 чол. | 2011 чол. |
| - | ----------------- | --------- | --------- |
| 1 | с. Іванове Селище | 715       | 552       |
| 2 | с. Демченки       | 152       | 95        |
| 3 | с. Ковнірівщина   | 46        | 17        |
|   | всього            | 913       | 664       |

## Влада
- Сільські голови[1]:
Приходько Микола Вікторович
- Секретар сільської ради[1]
Зубань Тетяна Василівна
- 12 депутатів сільської ради[1]:
  1. Мандрика Інна Володимирівна
  2. Мехеда Ганна Степанівна
  3. Титаренко Тетяна Григорівна
  4. Плітко Федір Андрійович
  5. Олефір Валентина Михайлівна
  6. Ринденко Володимир Вікторович
  7. Бражнік Віра Миколаївна
  8. Колонутова Любов Леонідівна
  9. Бражнік Тетяна Іванівна
  10. Зубань Тетяна Василівна
  11. Титаренко Лідія Сергіївна
  12. Кандибей Сергій Миколайович

## Економіка
Виробнича спеціалізація підприємств, розташованих на території Івановоселищенської сільської ради: вирощування зернових, зернобобових та технічних культур.
Базові сільськогосподарські підприємства: відділення ТОВ «Оріон молоко», ПАФ «Світ». Найбільші орендарі землі: ТОВ «Івановоселищенський 2», ПАФ «Світ», ПАФ «Петрівка», СФГ «Астрагал», СФГ «Надія», ФГ «Династіяагро».
| № | Назва підприємства            | П.І.Б. керівника, телефон       | Вид діяльності  | Загальна площа земель, га | Кількість працюючих, чол. |
| - | ----------------------------- | ------------------------------- | --------------- | ------------------------- | ------------------------- |
| 1 | Відділення ТОВ «Оріон молоко» | Ярошенко Людмила Петрівна       | С/г виробництво | 35,83                     | 57                        |
| 2 | ПАФ «Світ»                    | Шаповал Володимир Миколайович   | С/г виробництво | 677,09                    | 7                         |
| 3 | СФГ «Скіф»                    | Нестеровський Микола Григорович | С/г виробництво | 65,72                     | 1                         |
| 4 | ФГ «Хорол»                    | Діденко Володимир Миколайович   | С/г виробництво | 26,79                     | 1                         |
| 5 | ТОВ «Іваново-селищенський 2»  | Стефанюк Василь Федорович       | С/г виробництво | 1359,05                   | 2                         |

## Освіта
Працює один заклад освіти:
- Івановоселищенська загальноосвітня школа І-ІІІ ступенів, директор — Мироненко Ніна Миколаївна

## Медицина
На території сільської ради працюють такі медичні заклади:
- Івановоселищенський фельдшерсько-акушерський пункт — завідувач фельдшер Череп Ніна Миколаївна
- Демченківський фельдшерсько-акушерський пункт — завідувачка медична сестра Вандишева Наталія Василівна

## Культура
Діють наступні заклади культури:
- Івановоселищенський сільський будинок культури, директор — Ринденко Володимир Вікторович;
- Івановоселищенська сільська бібліотека, завідувачка — Костюченко Людмила Василівна

## Особистості
Уродженцем села Демченки є Герой Радянського Союзу Коваленко Василь Наумович.